# Zwiefalten
Zwiefalten este o comună din landul Baden-Württemberg, Germania.

## Istoric
Mănăstirea Zwiefalten a fost jefuită în anul 1525, în contextul Războiului Țărănesc.